# Phaedrus (Plato)
De Phaedrus (Oudgrieks: Φαῖδρος / Faidros) is een dialoog van Plato, waarschijnlijk rond 370-360 v.Chr. geschreven. De dialoog gaat tussen Phaedrus en Socrates, die beiden ook in de Symposium van Plato voorkomen. Het is een dialoog, dus alleen zij beiden spreken.
Er zijn verschillende thema's in verweven. Met uitzondering van de 'politiek', komen alle onderwerpen uit Plato's filosofie hier aan bod. De beïnvloeding van de ene mens door de andere is in brede zin het hoofdthema. Deze beïnvloeding gaat door taal, in gesprek of in geschreven taal, door liefde of geneeskunde. In iedere vorm is de beïnvloeding wel of niet geïnspireerd.

## De dialoog

### Inleiding(227a - 230e)
De dialoog begint met een beschrijving van de idyllische omgeving waarin het gesprek tussen Socrates en Phaedrus plaatsvindt. Socrates zegt dat hij normaal altijd in de stad vertoeft, omdat alleen mensen hem iets kunnen leren, niet de natuur. Maar hij toont zich ontvankelijk voor het natuurschoon. Phaedrus en hij strekken zich op het heetst van de dag in de schaduw van een plataan uit, op het hellende gras langs de oever van de rivier de Ilyssos, waar ze het gezang van krekels horen. Phaedrus heeft een redevoering over de liefde van Lysias bij zich, die hij gaat voorlezen. Lysias (±445 - 380 v. Chr) was een beroemd Grieks redenaar.

### Redevoering van 'Lysias' (230e - 237a)
Deze pastiche van een redevoering van Lysias bevat de stelling: het is beter om door een oudere minnaar te worden bemind die niet verliefd op je is, dan door iemand die dat wel is. Aan de liefde van iemand die zichzelf onder controle heeft zijn minder risico's verbonden, zijn liefde zal stabieler zijn.
Phaedrus is enthousiast over deze tekst, Socrates niet. Hij zegt dat de rede misschien wel kunstig in elkaar gezet is, maar pover van inhoud en herhalingen bevat. De taal is enigszins formeel en het tegendeel van meeslepend, het is voor Plato een voorbeeld van een niet-geïnspireerde tekst. Phaedrus daagt Socrates nu uit zelf met een betere rede over ditzelfde thema te komen. Na enig tegenstribbelen gaat Socrates daarop in.

### Eerste redevoering Socrates (237a - 243e)
Socrates begint met het geven van een definitie van erōs: liefde is de begeerte naar de vreugden van schoonheid, ondersteund door de specifieke begeerte naar mooie lichamen. Hier onderbreekt Socrates zichzelf, om te constateren dat hij wel bezeten lijkt door de nimfen uit de omgeving. Onder invloed zijn van erōs, dat wil zeggen verliefd zijn, is een ziekte. Zo iemand zal ook ten koste van zijn beminde proberen zijn eigen verlangens te bevredigen. Wanneer de verliefdheid over is wordt de ander vergeten. Het is te vergelijken met de 'liefde' van wolven voor lammeren.
Socrates' rede is minder formeel en gevarieerder dan die van 'Lysias', maar de 'inhoud' is vergelijkbaar. Onmiddellijk na afloop realiseert Socrates zich dat Eros een god is, de zoon van Aphrodite, en dus niet slecht is. Het is misplaatst en getuigt van een gebrek aan eerbied hem voor te stellen zoals in deze rede is gedaan. Het was ook allemaal niet waar wat er werd gezegd. Een geheel andere rede is nodig om deze fout te herstellen.

### Socrates' tweede redevoering (243e - 257b)
Socrates begint met een bewijs voor de onsterfelijkheid van (de) ziel. Ziel is de (enige) bron van alle beweging en zelf-bewegend. Ze moet er altijd zijn geweest, want anders dan door haar toedoen kan nooit enige beweging tot stand zijn gekomen. Als de ziel zou 'sterven' zou daarmee alles tot stilstand komen, maar 'beweging' is haar essentie, dus kan ze niet sterven. Daarna lanceert Socrates de vergelijking van de ziel met een gevleugeld tweespan: de menselijke ziel bestaat uit een 'goed', een gehoorzaam, en een 'slecht', een eigenwijs paard, met daarbij de wagenmenner, het verstand, die het geheel in het gareel moet houden. Dan beschrijft hij een hemelse processie, die elke 10.000 jaar plaatsvindt, en waarin de zielen, die van de goden gaan die van de mensen hierin voor, middels hun vleugels opstijgen naar de rand van het hemelgewelf. De zielen van de goden voltooien deze reis gemakkelijk en zij aanschouwen, op het rondwentelende gewelf, de eeuwige Ideeënleer. Onder de menselijke zielen ontstaat een enorm gedrang, omdat elke ziel naar boven streeft. Als gevolg hiervan leiden de vleugels schade, en vallen veel zielen naar beneden zonder iets van de Ideeënleer te hebben gezien. Dat worden de zielen die in dieren terechtkomen, andere zielen hebben gedeeltelijk de Ideeënleer aanschouwd: dit zien van de Ideeënleer  wordt beschreven als een initiatie. Deze zielen komen in menselijke lichamen terecht . Hierbij treedt een gradatie op, in die zin dat de zielen die het meest hebben gezien bestemd zijn voor een man die wijsgeer wordt, of minnaar van het schone, of begaafd is voor het muzische of voor de liefde. Voorlaatst in deze hiërarchie zijn de sofisten en wie bij het volk in het gevlij wil komen, de zielen die het minst hebben gezien zijn bestemd voor tirannen.
Tijdens het leven op aarde na afloop van deze processie kunnen onze zielen aan de Ideeënleer worden herinnerd die ze hebben gezien, vooral het zien van Schoonheid is hiertoe geëigend. Zaken als Rechtvaardigheid zijn voor ons veel moeilijker te 'herkennen'. Hiermee is een nieuwe conceptie van erōs geïntroduceerd: liefde ontstaat als onze ziel bij het zien van iemand anders wordt herinnerd aan de Idee van het Schone. Socrates beschrijft alle fysieke en psychische verschijnselen die hiermee gepaard gaan, alleen in het voorwerp van haar liefde vindt de ziel hiervoor haar dokter. Liefde van een echte minnaar is daarmee iets goddelijks en hoger aan te slaan dan de attentie van een niet door liefde geïnspireerde 'minnaar'.

### Gesprek naar aanleiding van de redevoeringen (257b - 279c)
Socrates rekt het begrip retorica op door alle gesproken woord erbij te betrekken. In deze zin is Zeno met zijn paradoxen ook een redenaar: ook hij weet mensen een illusie voor te houden en deze als waarheid te presenteren. Om illusie van waarheid te kunnen onderscheiden is kennis van wat 'waar' is, nodig. Van dit onderscheid tussen waar en onwaar komt het gesprek op het maken van het juiste onderscheid in het algemeen, hetgeen de kunst van de dialectiek wordt genoemd. Het gaat hier om de kunst van het maken van de juiste onderverdelingen: Mania bijvoorbeeld kan een menselijke ziekte zijn, maar ook een goddelijke inspiratie. Deze laatste kan weer worden onderverdeeld in dichtkunst, voorspellende gaven, initiaties, en liefde. In de hemeltocht hebben de zielen één bepaalde God gevolgd, daarvan is het afhankelijk voor welke van deze gaven een menselijke ziel het best is toegerust. De dialecticus kan dit onderscheid maken, maar ook andersom verschillende zaken onder één noemer brengen.
Hij die deze kunst van de dialectiek beheerst kan de retorica ten goede aanwenden. Hierna laat Socrates een aantal contemporaine redenaars de revue passeren, waarvan Perikles als de beste wordt genoemd, omdat deze in contact met Anaxagoras stond, de filosoof. Aan het einde van de dialoog wordt de jonge Isocrates (436-338 v.Chr.) als een veelbelovende redenaar genoemd.
De goede redenaar wordt een psychagoog genoemd, iemand die zielen in een bepaalde richting leidt. De redenaar moet hiertoe zowel de ziel kennen, als ook zijn werktuig, de woorden, zoals een arts het lichaam moet kennen en de medicijnen. In die zin is de redevoering van 'Lysias' slecht, want deze beroert de ziel niet. Dat komt doordat hij niet door de waarheid was geïnspireerd.

#### Mythe van Thoth: waarde van het geschreven woord (274c - 277a)
De Egyptenaar Thoth had onder andere het schrift uitgevonden. Hij ging hiermee naar zijn koning, Thamos, die hem erop wees dat deze uitvinding wellicht eerder negatieve dan positieve kanten had. Het menselijk geheugen zal er door achteruitgaan, omdat mensen zullen steunen op geschreven aantekeningen. Verder zou onderricht, alleen gebaseerd op geschreven teksten, een schijnonderricht zijn, dat onverdraaglijk arrogante mensen oplevert, die denken heel wat te weten, maar geen enkel inzicht en begrip hebben.
Op deze mythe, afkomstig uit de koker van Plato, bouwt Socrates voort, door het geschrevene te vergelijken met een schilderij waarop mensen staan afgebeeld: men kan ze bewonderen, maar ze zullen zwijgen wanneer men ze een vraag stelt. Zo zijn ook geschreven teksten slechts zwijgende imitaties van een echt, levend en filosofisch gesprek. Hier wordt dus niet en bloc alle geschreven woord afgewezen: dat wetten worden opgetekend bijvoorbeeld is in orde. Plato schreef dialogen om zo veel mogelijk die filosofische gesprekken te benaderen. Maar door deze mythe waarschuwt hij zijn lezers dat ook zijn eigen werk slechts geschreven woord is.

## Dwarsverbanden met andere dialogen
- De Ion, waarin het negatieve aspect van (dichterlijke) inspiratie, het geen rekenschap kunnen geven van hetgeen men zegt en voordraagt, voorop staat.
- De Gorgias, waarin de retorica negatief wordt belicht.
- De Staatsman en Sofist waarin de dialectische methode van de onderverdelingen verder wordt uitgewerkt.
- Het Symposium, waarin ook het onderwerp liefde wordt behandeld.
- De Meno, waarin de anamnese wordt geïntroduceerd.
- De Staat waarin de driedeling van de menselijke ziel op niet-mythische wijze wordt beschreven.

## Oordeel
- In het voetspoor van Friedrich Schleiermacher (1768-1834) heeft men in de Phaedrus lange tijd Plato's eerste gepubliceerde werk gezien. Schleiermacher meende jeugdige elementen te herkennen in dit werk[14], dat nog de sporen droeg van Plato's eerdere poëtische werk. Volgens de overlevering had Plato vóór zijn ontmoeting met Socrates dichtwerken geschreven. De afwijzing van het geschreven woord is zijns inziens slechts te verklaren als invloed van Socrates, die immers zelf niets heeft geschreven[15].
- Ein glücklicher Sommertag is de titel van het hoofdstuk gewijd aan de Phaedrus in Wilamowitz' Plato-biografie. Hij ziet in de Phaedrus een keerpunt in Plato's activiteit. De dialoogvorm voldoet eigenlijk niet meer, en Plato wendt zich nu tot de retorica, geïnspireerd door het voorbeeld van Isocrates. Ook ziet hij in de Phaedrus Plato's meest persoonlijke werk, waarin hij zijn scheppingsdrift het meest de vrije loop heeft gelaten[16] Daar waar Plato in de Staat dichters beoordeelt op de uitwerking die hun werk kon hebben, kijkt hij hier naar het creatieve proces dat eraan ten grondslag ligt. In dat opzicht is binnen de Griekse oudheid slechts Pseudo-Longinus' Over het Verhevene verwant met de Phaedrus. Voor Wilamowitz is de Phaedrus een eenmalig hoogtepunt binnen Plato's oeuvre[17].
- Volgens Martha Nussbaum staan de eerste twee redevoeringen voor Plato's vroegere opvattingen omtrent de rol van de emoties in het menselijk leven. In de derde redevoering corrigeert Plato dus zijn eerdere opvattingen. In de Phaedrus is dus een belangrijke wending in Plato's denken te herkennen, in die zin dat hij nu meer waarde hecht aan het niet-rationele.

## Nederlandse vertalingen
- Plato, Verzameld werk, vol. 8, Faidros, vert. Hans Warren en Mario Molegraaf, 1998. ISBN 9789035118683
- Eros bij Plato, naar zijn Symposium en Phaedrus, vert. S.J. Ridderbos, 1988, p. 293-353. ISBN 9789024275809
- Plato, Sokrates spreekt met Phaidros, Protagoras, Ion, vert. M.A. Schwartz, 1968 (herdrukt 1988)
- Plato, "Phaedrus", in: Verzameld werk, vol. 2, vert. Xaveer de Win, Antwerpen, Nederlandsche Boekhandel, 1962 (herdrukt 1978, 1980 en 1999)
- Platoons Phaidros; Drinkgelag, vert. P.C. Boutens, 1923 (herdrukt 1931 en 1951)
- Plato's Samenspraak Phaedrus, vert. J.C. Vollgraff, 1913

## Andere vertalingen
- (en)  Plato, "Phaedrus", in: J.M. Cooper en D.S. Hutchinson (eds.), Complete Works, 1997, 1838 p. ISBN 9780872203495
Grondige Engelse vertaling in één band met annotaties en toelichting

- Biblioteca Nacional de España: XX2135166
- Bibliothèque nationale de France: cb12248093c (data)
- Gemeinsame Normdatei: 4138647-4
- Library of Congress Control Number: n82063319
- Nationale Bibliotheek van Israël: 987007592868805171
- Nationale en Universitaire bibliotheek Zagreb: 000475263
- Système universitaire de documentation: 028007522
- Virtual International Authority File: 177005709